# Likharevites
Likharevites es un género de foraminífero bentónico de la subfamilia Pseudoschwagerinae, de la familia Schwagerinidae, de la superfamilia Fusulinoidea, del suborden Fusulinina y del orden Fusulinida. Su especie tipo es Pseudoschwagerina? sartauensis. Su rango cronoestratigráfico abarcaba desde el Gzheliense (Carbonífero superior) hasta el Asseliense (Pérmico inferior).

## Discusión
Clasificaciones más recientes incluyen Likharevites en la superfamilia Schwagerinoidea, y en la subclase Fusulinana de la clase Fusulinata.

## Clasificación
Likharevites incluye a las siguientes especies:
- Likharevites esetensis †
- Likharevites gracilis †
- Likharevites inglonus †
- Likharevites paranitidus †
  - Likharevites paranitidus auritus †
- Likharevites sartauensis †